# 田川ホルモン鍋
田川ホルモン鍋（たがわホルモンなべ）は、福岡県田川地方を中心として広まった鍋料理（ホルモン鍋）である。単に『田川ホルモン』とも言う。

## 概要
筑豊炭田の「炭都」として栄えた田川では、炭鉱夫たちが栄養のあるホルモンを好んで食べていたが、あるとき一人の炭坑夫が鍋の代わりに紙製のセメント袋を七輪に乗せ、ホルモンを焼いて食べてみたところ、セメント袋の紙が余分な水分を吸うことで、肉が柔らかくまろやかな味わいとなり美味であったことから、市内に広まったのが始まりと言われている。
また、もう一つのルーツは昭和30年代当初よりホルモン焼きのことを「とんちゃん」と言っていた。伊田に「朝日食堂」、後藤寺に「平和食堂」があり、当時はこの2軒がとんちゃんを出していた。
朝日食堂は、焼き鍋にニンニク醤油で漬けこんだ内臓料理。平和食堂は、金網の上にセメント紙を乗せ、その上にホルモンを置いて焼く、みそ味のホルモン料理である。
後藤寺にあった「平和食堂」で、1955年～1956年頃（セメント紙で調理・小さなお店の時）と1961年～1963年頃（鍋で調理・大きなお店構えの時）の2回に分けて働いていた有門百合子によると、「その後、各お店や家庭で広まったのではないか」と言う。《本人より》
近年では田川の名物として盛り上げようという気運が高まり、「田川ホルモン喰楽歩」が2012年に北九州市で行われた「第7回B-1グランプリ」に初出場、6位に入った。